# Ophiomyia tranquilla
Ophiomyia tranquilla är en tvåvingeart som beskrevs av Pakalniskis 1998. Ophiomyia tranquilla ingår i släktet Ophiomyia och familjen minerarflugor. Inga underarter finns listade i Catalogue of Life.